# Mai Ishihara
Mai Ishihara est une comédienne de doublage japonaise née le 5 mai 1987.

## Biographie
Elle est originaire de la préfecture de Fukuoka au Japon.
Elle fait également partie du groupe temporaire L.I.N.K.S.

## Filmographie

### Cinéma
- 2015 : Girls und Panzer der Film : Orange Pekoe / Takako Suzuki ;
- 2017 : Girls und Panzer das Finale 1 : Orange Pekoe / Takako Suzuki ;
- 2019 : Girls und Panzer das Finale 2 : Orange Pekoe / Takako Suzuki ;
- 2021 : Girls und Panzer das Finale 3 : Orange Pekoe / Takako Suzuki ;

### Télévision
- 2012 : Girls und Panzer : Orange Pekoe / Takako Suzuki ;
- 2014 : Witchcraft Works : Natsume Mikage ;

Source : MyAnimeList